# Rybnica (powiat wrocławski)
Rybnica (niem. Reibnitz) – wieś w Polsce położona w województwie dolnośląskim, w powiecie wrocławskim, w gminie Kąty Wrocławskie.
W latach 1975–1998 miejscowość należała administracyjnie do województwa wrocławskiego.

## Nazwa
Miejscowość po raz pierwszy zanotowana w łac. łacińskim dokumencie z 1288 roku jako Ribiz. Nazwa ta notowana później w 1360 jako Rybicz, a także w zgermanizowanych wersjach Reimnitz w latach 1630 oraz 1736 oraz Reimbnitz.
Od polskiej nazwy oznaczającej rybę - "On zum polnische und altslawische Appelativum Ryba = Fisch" wywodził znaczenie miejscowości niemiecki językoznawca Paul Hefftner w swojej pracy o nazwach miejscowości ziemi wrocławskiej pt. Ursprung und Bedeutung der Ortsnamen im Stadt und Landkreise Breslau.

## Zabytki
Do wojewódzkiego rejestru zabytków wpisany jest:
- pałac, z połowy XIX w., przebudowany w latach 1880-90.

Ponadto we wsi są dwie zabytkowe kapliczki przydrożne. Jedna z nich, wnękowa z I poł. XIX w., znajduje się przed miejscowością od strony Pietrzykowic..